# Lijst van landelijke parochies in Asturië
De landelijke parochies in Asturië (Spanje) zijn met ingang van 7 januari 2008 de volgende:
| Naam                                     | Gemeente          |
| ---------------------------------------- | ----------------- |
| Agones                                   | Pravia            |
| Arbellales                               | Somiedo           |
| Ballota                                  | Cudillero         |
| Bances                                   | Pravia            |
| Barcia y Leiján                          | Valdés            |
| Bueres, Nieves y Gobezanes               | Caso              |
| Busmente, Herias y La Muria              | Villayón          |
| Caleao                                   | Caso              |
| Cerredo                                  | Degaña            |
| Corolla, La Fenosa, Villairin y Orderias | Cudillero         |
| Endriga                                  | Somiedo           |
| Escoredo                                 | Pravia            |
| Faedo                                    | Cudillero         |
| Folgueras                                | Pravia            |
| Fresnedo                                 | Cabranes          |
| Gío                                      | Illano            |
| Lamuño, Salamir y Artedo                 | Cudillero         |
| La Castañal                              | Pravia            |
| La Tabla                                 | Cudillero         |
| Leitariegos                              | Cangas del Narcea |
| Loro                                     | Pravia            |
| Los Cabos                                | Pravia            |
| Mumayor y Beiciella                      | Cudillero         |
| Orlé                                     | Caso              |
| Pandenes                                 | Cabranes          |
| Páramo                                   | Teverga           |
| Saliencia                                | Somiedo           |
| San Cosme                                | Cudillero         |
| Sandamías                                | Pravia            |
| San Juan de Piñera                       | Cudillero         |
| San Martín de Valledor                   | Allande           |
| Santa María de Llas                      | Cabrales          |
| Santianes del Rey Silo                   | Pravia            |
| Sobrefoz                                 | Ponga             |
| Somao                                    | Pravia            |
| Taja                                     | Teverga           |
| Trevías                                  | Valdés            |
| Villamayor                               | Piloña            |